# Campeonato Europeu de Halterofilismo de 1961
O 41º Campeonato Europeu de Halterofilismo foi organizado pela Federação Internacional de Halterofilismo em Viena, na Áustria entre 20 a 22 de setembro de 1961. O evento foi realizado em conjunto com o Campeonato Mundial de Halterofilismo de 1961.

## Medalhistas
| Evento                     | Ouro                                 | Ouro     | Prata                              | Prata    | Bronze                            | Bronze   |
| -------------------------- | ------------------------------------ | -------- | ---------------------------------- | -------- | --------------------------------- | -------- |
| Galo (56 kg)               | Vladimir Stogov · União Soviética    | 345,0 kg | Imre Földi · Hungria               | 345,0 kg | Renzo Grandi · Itália             | 315,0 kg |
| Pena (60 kg)               | Sebastiano Mannironi · Itália        | 357,5 kg | Yevgueni Minayev · União Soviética | 357,5 kg | Elemér Szabó · Hungria            | 345,0 kg |
| Leve (67,5 kg)             | Waldemar Baszanowski · Polónia       | 402,5 kg | Serguei Lopatin · União Soviética  | 400,0 kg | Marian Zieliński · Polónia        | 395,0 kg |
| Médio (75 kg)              | Alexandr Kurynov · União Soviética   | 435,0 kg | Győző Veres · Hungria              | 420,0 kg | Marcel Paterni · França           | 405,0 kg |
| Meio-pesado-leve (82,5 kg) | Rudolf Pliukfelder · União Soviética | 450,0 kg | Géza Tóth · Hungria                | 432,5 kg | Jouni Kailajärvi · Finlândia      | 430,0 kg |
| Meio-pesado (90 kg)        | Ireneusz Paliński · Polónia          | 475,0 kg | Louis Martin · Reino Unido         | 462,5 kg | Arkadi Vorobiov · União Soviética | 437,5 kg |
| Pesado (+ 90 kg)           | Yuri Vlasov · União Soviética        | 525,0 kg | Eino Mäkinen · Finlândia           | 462,5 kg | Károly Ecser · Hungria            | 455,0 kg |

## Quadro de medalhas
| Ordem | País            | Medalha de ouro | Medalha de prata | Medalha de bronze | Total |
| ----- | --------------- | --------------- | ---------------- | ----------------- | ----- |
| 1     | União Soviética | 4               | 2                | 1                 | 7     |
| 2     | Polónia         | 2               | 0                | 1                 | 3     |
| 3     | Itália          | 1               | 0                | 1                 | 2     |
| 4     | Hungria         | 0               | 3                | 2                 | 5     |
| 5     | Finlândia       | 0               | 1                | 1                 | 2     |
| 6     | Reino Unido     | 0               | 1                | 0                 | 1     |
| 7     | França          | 0               | 0                | 1                 | 1     |
| Total | Total           | 7               | 7                | 7                 | 21    |